# Femrite
FEMRITE – Asociación de Escritoras de Uganda, fundada en 1995, es una ONG con sede en Kampala, Uganda, cuyos programas se centran en el desarrollo y la publicación de escritoras en Uganda y, más recientemente, en la región de África Oriental. FEMRITE también ha ampliado su acción a cuestiones de África Oriental relacionadas con el medio ambiente, la alfabetización, la educación, la salud, los derechos de las mujeres y el buen gobierno.

## Historia
FEMRITE fue fundada en 1995 por Mary Karoro Okurut, que a partir de 2011 ha sido miembro del 8.º Parlamento de Uganda, pero en ese momento era profesora en la Universidad Makerere. A Okurut se unieron Lillian Tindyebwa, Ayeta Anne Wangusa, Susan Kiguli, Martha Ngabirano, Margaret Ntakalimaze, Rosemary Kyarimpa, Hilda Twongyeirwe, Philomena Rwabukuku y Judith Kakonge.
FEMRITE se lanzó oficialmente como organización no gubernamental el 3 de mayo de 1996. Goretti Kyomuhendo, quien más tarde fundaría el African Writers Trust, fue la primera coordinadora de FEMRITE.  Otras miembros notables desde sus inicios fueron  Beverley Nambozo, Glaydah Namukasa, Beatrice Lamwaka, Doreen Baingana, Violet Barungi, Mildred Barya (también conocida como Mildred Kiconco) y Jackee Budesta Batanda.
Sobre los orígenes y la misión de FEMRITE, Kyomuhendo, en una entrevista de 2003 con Feminist Africa, afirmaba: "Hablar de FEMRITE es hablar de la escena literaria de Uganda, de la política ugandesa y especialmente de las conexiones entre las mujeres, la política y la escritura en Uganda". 

## Principales logros de las miembros y alumni de FEMRITE
- Monica Arac de Nyeko ganó el Premio Caine en 2007;[3] Beatrice Lamwaka fue preseleccionada para el mismo premio en 2011;  Doreen Baingana fue preseleccionada en 2005.[4]
- Doreen Baingana ganó el Premio de Escritores de la Commonwealth al Primer Mejor Libro, Región de África (2006); Baingana también fue preseleccionada para el premio Hurston-Wright Legacy Award en la categoría Debut Fiction (2006).[5]
- Beatrice Lamwaka fue preseleccionada para el Premio Literario PEN/Studzinsky 2009 (2009).[5][6]
- Glaydah Namukasa ganó el Premio Macmillan de Escritores de África, Categoría Senior (2005).[5]
- Mildred Barya ganó el Premio del Foro Literario Panafricano de Ficción Africana (2008).[7]
- Jackee Budesta Batanda ganó el Concurso de relatos breves de la Commonwealth, Región de África (2003).[5]
- Violet Barungi ganó el Premio Internacional de Escritura de Obra Nueva del British Council para África y Oriente Medio (1997).[8]
- Goretti Kyomuhendo (novela: 1999), Susan Kiguli (poesía: 1999), Mary Karoro Okurut (novela: 2003) y Mildred Barya (poesía: 2003) ganaron el Premio Literario del National Book Trust of Uganda.[5]

## Respuesta pública a los programas FEMRITE
FEMRITE, de acuerdo con información proporcionada por varios periodistas, se ha involucrado en Uganda y la gran región de África Oriental en las áreas de promoción de la alfabetización, reforma educativa, derechos de las mujeres y el buen gobierno. Estas actividades han recibido en general una atención positiva.
- Emmanuel Ssejjengo, como informaba AllAfrica.com el 14 de julio de 2011,[9] afirmó que "la Semana Literaria FEMRITE" fue "uno de los eventos más celebrados en las artes literarias de Uganda".[10]
- Dennis Muhumuza, en el Daily Monitor (Uganda), 23 de julio de 2011,[11] analizaba la influencia de FEMRITE en el Centro Nacional de Desarrollo Curricular (NCDC) de Uganda y la consiguiente inclusión de más obras literarias ugandesas en el plan de estudios de la escuela secundaria y la universidad.[12]
- Muhumuza, también para el Daily Monitor (Uganda) el 9 de enero de 2011, revisó la antología FEMRITE Pumpkin Seeds and Other Gifts: Stories from the FEMRITE Regional Writers Residency, 2008 (ISBN 978-9970700226 ),[13] calificándola de "delicioso tesoro" que "querrás llevar contigo de viaje, o acurrucarte en el sofá y leer en la belleza de la soledad, o incluso leer en voz alta a tus hijos alrededor de la chimenea". "
- Halima Abdallah, en The East African (Kenya), 14 de agosto de 2011,[14] revisó la antología FEMRITE Never Too Late (ISBN 9789970700233),[15] sobre la epidemia de SIDA/VIH, declarándola "una lectura obligada para todas las personas de cualquier edad, ya que plantea preguntas y la mayoría de las veces proporciona respuestas que requieren una acción colectiva", al tiempo que señala que la colección "nació del deseo de Femrite de generar Literatura para el cambio positivo, destinada a abordar los problemas sociales a que se enfrentan no sólo los jóvenes sino la sociedad en su conjunto".[16]
- Dora Byamukama para New Vision (Uganda) revisó favorablemente la colección FEMRITE de historias de no ficción Más allá de la danza: Voces de mujeres sobre la mutilación genital femenina (ISBN 9789970700196 ),[17] y afirmaba que los testimonios presentaban "una llamada de apoyo para poner fin a la práctica de la mutilación genital femenina (MGF)".[18]
- El programa de noticias estadounidense Wide Angle (PBS)[19] destacó la colaboración de FEMRITE con IRIN, el servicio de análisis y noticias humanitarias de la Oficina de las Naciones Unidas, para producir Today You Will Understand, una colección de historias personales de guerra de 16 mujeres afectadas por la rebelión del Ejército de Resistencia del Señor (LRA por sus siglas en inglés).[20]
- También comentando sobre Today You Will Understand, Martyn Drakard para el Observer (Uganda) el 10 de diciembre de 2008 afirmaba que la colección es "una voz para los que no tienen voz" y "una lectura obligatoria para cualquiera que quiera saber cómo la guerra del LRA ha afectado la vida de las personas".
- David Kaiza, en un editorial de 2007 titulado "Las escritoras gobiernan" para The East African también discutía, aunque un tanto sarcásticamente, el creciente impacto regional de FEMRITE.